# Notis Marias
Epaminondas (Notis) Marias, gr. Επαμεινώνδας (Νότης) Μαριάς (ur. 5 kwietnia 1957 w Salonikach) – grecki politolog, specjalizujący się w problematyce Unii Europejskiej, wykładowca akademicki, a także polityk, parlamentarzysta krajowy, poseł do Parlamentu Europejskiego VIII kadencji.

## Życiorys
Ukończył studia prawnicze na Uniwersytecie Narodowym im. Kapodistriasa w Atenach, następnie kształcił się w London School of Economics and Political Science. Doktorat z zakresu nauk politycznych i społecznych uzyskał na Uniwersytecie Panteion w Atenach. Wykładał na uczelniach greckich, a także w Brukseli i Maastricht. Objął stanowisko profesora na wydziale ekonomicznym Uniwersytetu Kreteńskiego. Był również badaczem w Parlamencie Europejskim i ministerstwie spraw zagranicznych.
Był również członkiem rady jednostki regionalnej Ftiotyda. W okresie kryzysu gospodarczego zaangażował się w protesty przeciwko memorandum między Grecją a MFW. Dołączył do ugrupowania Niezależni Grecy, z ramienia którego w maju i czerwcu 2012 uzyskiwał mandat posła do Parlamentu Hellenów. W wyborach w 2014 z listy tej partii został wybrany na eurodeputowanego VIII kadencji, w trakcie której opuścił Niezależnych Greków.